# Sender Engelskirchen
Der Sendeturm Engelskirchen ist ein 70 Meter hoher Stahlfachwerkturm mit markanter Stahlrohrspitze auf der Hohen Warte bei Engelskirchen-Ründeroth. Der Sendeturm wurde 1992 errichtet und dient als Mobilfunksendeturm, Sendeturm für UKW-Hörfunk und als Fernseh-Umsetzer.

## Frequenzen und Programme

### Analoges Radio (UKW)
| Frequenz (in MHz) | Programm | RDS PS            | RDS PI                | Regionalisierung | ERP (in kW) | Antennendiagramm rund (ND)/gerichtet (D)  | Polarisation horizontal (H)/vertikal (V) |
| ----------------- | -------- | ----------------- | --------------------- | ---------------- | ----------- | ----------------------------------------- | ---------------------------------------- |
| 91,8              | WDR 2    | WDR_2_W_ WDR_2___ | DC92 (regional), D392 | Wuppertal        | 10          | D (350–70°, 130–140°, 220–240°, 300–330°) | H                                        |

### Digitales Radio (DAB/DAB+)
DAB beziehungsweise der Nachfolgestandard DAB+ wird in vertikaler Polarisation und im Gleichwellenbetrieb mit anderen Sendern ausgestrahlt. Am 29. August 2012 erfolgte der Wechsel von DAB-Kanal 12D auf DAB-Kanal 11D. Über diesen wird derzeit der Multiplex Radio für NRW mit den Programmen des WDR mit einer Leistung von 0,25 kW ERP übertragen.
| Block                        | Programme (Datendienste) | ERP (kW) | Antennen- diagramm rund (ND), gerichtet (D) | Polarisation horizontal (H)/ vertikal (V) | Gleichwellennetz (SFN) |
| ---------------------------- | --- | -------- | ------------------------------------------- | ----------------------------------------- | --- |
| 11D Radio für NRW (D__00236) | - 1 Live (88 kbps) - 1 Live diggi (88 kbps) - WDR 2 Rhein-Ruhr (RR) (88 kbps) - WDR 2 Ostwestfalen-Lippe (OW) (88 kbps) - WDR 2 Südwestfalen (SW) (88 kbps) - WDR 3 (120 kbps) - WDR 4 Rhein-Ruhr (RR) (88 kbps) - WDR 4 Ostwestfalen-Lippe (OW) (88 kbps) - WDR 4 Südwestfalen (SW) (88 kbps) - WDR 5 (88 kbps) - WDRcosmo (80 kbps) - WDR Maus (80 kbps) - WDR Event (56 kbps) - WDR EPG (8 kbps) - ARD TPEG (16 kbps) | 1        | ND                                          | V                                         | - Region Aachen: Aachen (Stolberg-Donnerberg), Eifel (Dahlem-Bärbelkreuz) - Bergisches Land: Engelskirchen (Hohe Warte), Gummersbach (Kerberg), Remscheid (Hohenhagen), Wuppertal (Auf der Königshöhe) - Rheinland: Bonn (Venusberg), Köln (Kölnturm) - Rhein-Ruhr: Düsseldorf (Rheinturm), Gelsenkirchen-Scholven, Kleve (Bresserberg), Langenberg (Hordtberg), Viersen (Süchtelner Höhen) - Ruhrgebiet: Dortmund (Florianturm) - Münsterland: Ibbenbüren (Blomenkamp), Münster (Nottuln-Baumberge), Oelde (Mackenberg), Schöppingen - Ostwestfalen-Lippe: Bad Oeynhausen (P.Westf.-Wittekindsberg), Bielefeld (Hünenburg), Herford (Eggeberg), Höxter (Holzminden), Stemwede (Arrenkamp), Teutoburger Wald (Bielstein), Warburg, Willebadessen (Eggegebirge) - Südwestfalen: Arnsberg (Schlossberg), Biedenkopf (Sackpfeife), Ederkopf (Oberste Henn), Hallenberg (Bollerberg), Hochsauerland (Hunau), Lennestadt (Kuhhelle), Meschede, Nordhelle, Olsberg, Siegen (Giersberg) |

### Digitales Fernsehen (DVB-T)
Die DVB-T-Ausstrahlungen vom Sendeturm Engelskirchen laufen im Gleichwellenbetrieb (Single Frequency Network) mit anderen Sendestandorten.
| Kanal | Frequenz (MHz) | Multiplex                    | Programme im Multiplex | ERP (kW) | Antennendiagramm rund (ND)/ gerichtet (D) | Polarisation horizontal (H)/ vertikal (V) | Modulations- verfahren | FEC | Guard- intervall | Bitrate (MBit/s) | SFN |
| ----- | -------------- | ---------------------------- | --- | -------- | ----------------------------------------- | ----------------------------------------- | ---------------------- | --- | ---------------- | ---------------- | --- |
| E50   | 706            | ARD Digital (WDR)            | - Das Erste (WDR) - ARTE - Phoenix - One | 3        | ND                                        | V                                         | 16-QAM (8-k-Modus)     | 2/3 | 1/4              | 13,27            | Colonius (Köln-Ehrenfeld), Bonn (Venusberg), Aachen (Stolberg-Donnerberg), Aachen (Karlshöhe-Mulleklenkes), Gummersbach (Kerberg), Hohe Warte/Engelskirchen (Ründeroth) |
| E49   | 698            | ARD regional (WDR Köln/Bonn) | - WDR Fernsehen Studio Köln - MDR Fernsehen (Sachsen-Anhalt), - WDR Fernsehen Studio Bonn 1) - NDR Fernsehen (Niedersachsen), - WDR Fernsehen Studio Aachen 1) - SWR Fernsehen Rheinland-Pfalz | 3        | ND                                        | V                                         | 64-QAM                 | 1/2 | 1/4              | 14,93            | Colonius (Köln-Ehrenfeld), Bonn (Venusberg), Gummersbach (Kerberg), Hohe Warte/Engelskirchen (Ründeroth)                                                                |
| E26   | 514            | ZDFmobil                     | - ZDF - 3sat - ZDFinfo - KiKA/ZDFneo | 3        | ND                                        | V                                         | 16-QAM (8-k-Modus)     | 2/3 | 1/4              | 13,27            | Colonius (Köln-Ehrenfeld), Bonn (Venusberg), Aachen (Stolberg-Donnerberg), Aachen (Karlshöhe-Mulleklenkes), Gummersbach (Kerberg), Hohe Warte/Engelskirchen (Ründeroth) |

1) Sendezeit werktäglich von Montag bis Samstag 19:30 Uhr bis 20:00 Uhr

### Analoges Fernsehen (PAL)
Vor der Umstellung auf DVB-T diente der Sender weiterhin für analoges Fernsehen.
| Kanal | Frequenz (MHz) | Programm             | ERP (kW) | Sendediagramm rund (ND)/ gerichtet (D) | Polarisation horizontal (H)/ vertikal (V) |
| ----- | -------------- | -------------------- | -------- | -------------------------------------- | ----------------------------------------- |
| 7     | 189,25         | Das Erste (WDR)      | 0,001    | ND                                     | H                                         |
| 27    | 519,25         | ZDF                  | 0,06     | ND                                     | H                                         |
| 41    | 631,25         | WDR Fernsehen (Köln) | 0,07     | ND                                     | H                                         |